# RIP!: A Remix Manifesto
RiP!: A remix manifesto es una película documental de 2008 dirigida por Brett Gaylor. El protagonista central es Girl Talk, un músico que basa sus canciones en samples de otras bandas, y también participan el fundador de Creative Commons, Lawrence Lessig, el músico y exministro de Cultura de Brasil Gilberto Gil y el crítico de cultura pop Cory Doctorow.

## Sinopsis
El ciberactivista y realizador Brett Gaylor explora un perfil de los derechos de autor en la era de la información, basándose principalmente en el trabajo del músico Gregg Gillis (alias Girl Talk), buscando los límites entre la piratería y la posibilidad de crear una manifestación artística sobre la base de otras manifestaciones artísticas. Girl Talk se dedica a hacer mashups o Bastard Pop, es decir, "recorta" y edita pequeños muestreos de canciones para lograr nuevas obras, distintas de las originales.
Gaylor, narrador en primera persona del documental, introduce temáticas polémicas en torno a este tipo de manifestaciones artísticas y detalla un manifiesto, en colaboración con Lawrence Lessig, basado en cuatro puntos:

1. La cultura siempre se basa en el pasado.
2. El pasado siempre intentará controlar al futuro.
3. El futuro se está volviendo cada vez menos libre.
4. Para construir sociedades libres es necesario limitar el control del pasado.

- Brett Gaylor: Rip! A Remix Manifesto

## Temas
El crítico David Berry dijo en Vue Weekly que la película funciona "no sólo como una sólida introducción a los derechos de autor, sino también como un ensayo reflexivo acerca de por qué nos deberían importar, y por qué deberíamos tratar de cambiarlos".
Scott Thill dijo en Wired que el director del documental "lanzó el filme bajo una licencia Creative Commons y hasta adoptó el modelo de Radiohead de usted-ponga-el-precio cuando subió la película a internet".

## Recepción
Según Tiny Mix Tapes, "Gaylor refuerza la feliz necesidad de la cultura humana de jugar, así como parodia las absurdamente estrictas leyes de propiedad intelectual".
Para FilmMaker, "fue un movimiento calculado por parte de Brett Gaylor no sólo para hacer una película sobre el fair use, la propiedad intelectual y los derechos de autor, sino también para hacer una película que se podía bailar".
Wired dijo que, "cuando se trata de la cultura remix, la lucha por los derechos de autor y las fuentes públicas, Brett Gaylor predica con el ejemplo".
Vue Weekly destacó que, "a diferencia de algunos directores de documentales cuyas convicciones parecen terminar cuando la cámara se apaga, Gaylor obviamente cree lo que predica: ha ofrecido su obra para que sea remezclada en opensourcecinema.org, e incluso ha incorporado ya clips de otros artistas".